# She
Pour les articles homonymes, voir She (homonymie).

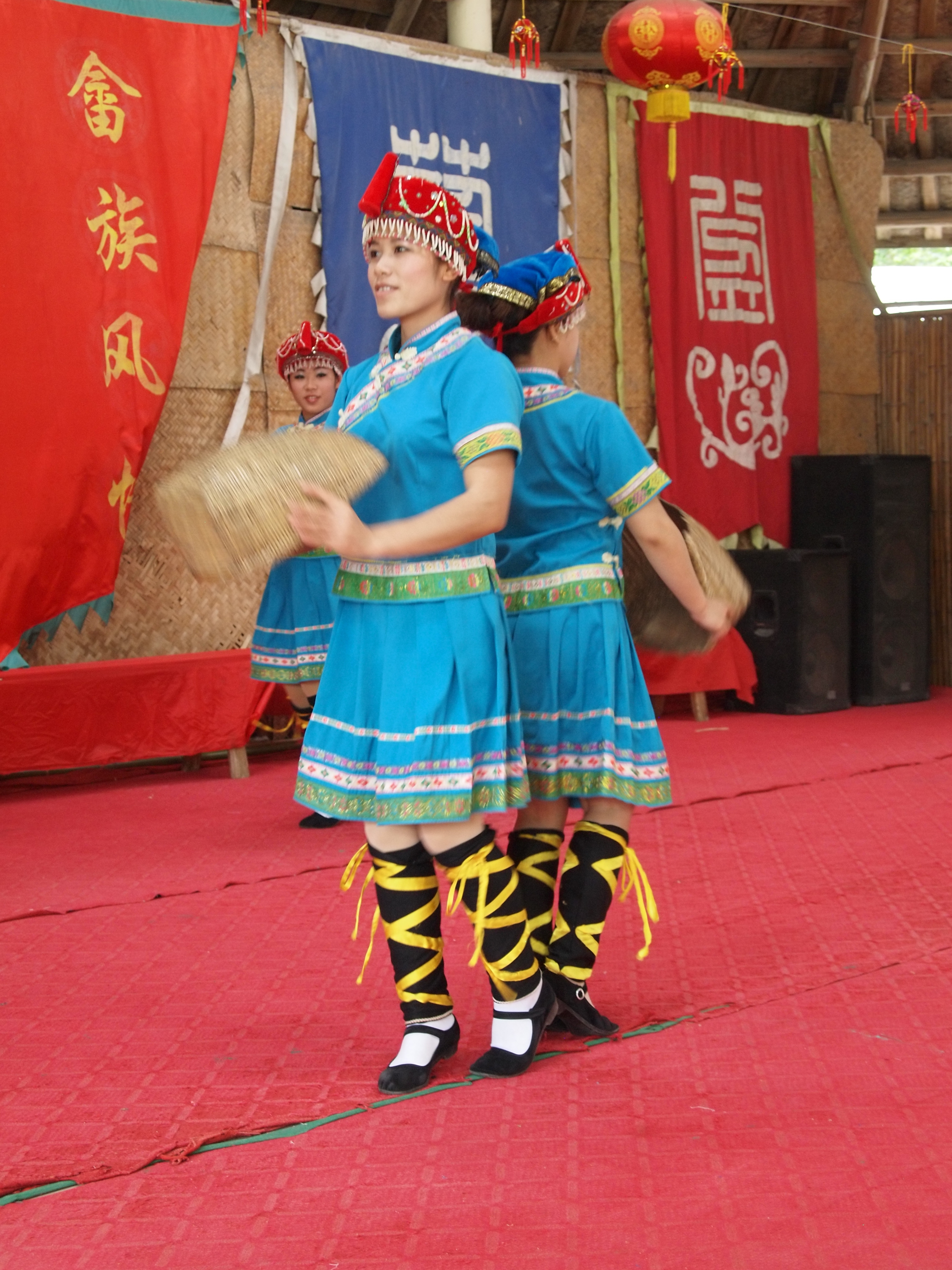
Danse traditionnelle

Les She (畲) sont un groupe ethnique. Ils constituent l'un des 56 groupes ethniques officiellement identifiés par la république populaire de Chine. Ils représentent la plus grande minorité de Fujian. Ils sont également présents dans les provinces de Zhejiang, de Jiangxi, de Guangdong et d'Anhui. Ils étaient environ 700 000 à la fin du XXe siècle.
La langue she, le ho nte, est une des langues hmong-mien. La plupart des She parlent aujourd'hui des dialectes chinois, notamment le hakka. Ceux qui maintiennent leur propre langue (uniquement quelques centaines dans la province de Guangdong) s'appellent "Hone" (chinois : huóniè).